# 重庆对外经贸学院
重庆对外经贸学院是位于重庆市的一所民办普通高等学校。校园总占地面积800余亩。有两个校区，分别位于重庆市合川区、铜梁区。

## 历史
2001年，成立重庆师范学院海莱学院，由重师与民营企业共同举办。2002年，海莱学院正式开始招生。
2013年，重庆师范学院更名为重庆师范大学，该校校名随即更改为重庆师范大学涉外商贸学院。
2020年11月11日，教育部发展规划司发布《关于拟同意设置本科高等学校的公示》，拟定同意重庆师范大学涉外商贸学院转设为民办普通高等学校重庆对外经贸学院。2020年12月18日，经中华人民共和国教育部批准，重庆师范大学涉外商贸学院脱离重庆师范大学管理，并转设为民办普通高等学校重庆对外经贸学院，由重庆海莱科教发展有限公司全资持有。

## 院系设置
重庆对外经贸学院设置下列院系（部）：
1. 大数据与智能工程学院
2. 外国语学院
3. 文学与新闻学院
4. 经济与贸易学院
5. 管理学院
6. 数学与计算机学院
7. 表演艺术学院
8. 艺术设计学院
9. 政治课教学部
10. 体育系

## 校园与教学
图书馆拥有馆藏纸质图书130万册，电子图书146万册，期刊1100种
学院有全日制在校学生15000余人。该校有专任教师885人，专任教师中具有研究生以上学历的教师占70%

## 事件
2025年5月19日，重庆对外经贸学院一名学生在学校操场坠入盖有仿真草皮的化粪池后死亡。